# Santuario della Beata Vergine della Crocetta
Il Santuario della Beata Vergine della Crocetta è un edificio religioso di Castello di Godego, in provincia di Treviso, costruito per ricordare l'apparizione mariana che si sarebbe verificata il 2 luglio 1420. 

## Storia

### L'apparizione
La sera del 2 luglio 1420 Pietro Tagliamento, mercante ungherese, con la sua mandria di bovini è diretto verso Bassano del Grappa. Nei pressi di Castel di Godego smarrisce la strada nella boscaglia e si allontana dalla mandria perdendola di vista. Si raccoglie allora in preghiera e improvvisamente vede una giovane donna di sovrumana bellezza avvolta da una gran luce, con in braccio un bambino mentre con la destra impugna una Croce. Due angeli reggono sul suo capo una corona. La donna lo rassicura, gli indica la strada per Bassano lungo la quale ritroverà la mandria, e lo invita a domandare alla gente di Godego la costruzione di una cappella dedicato alla Madre di Dio dove lei pianterà la Croce, preannunciando grandi grazie Divine.

### La nascita del santuario
La Croce viene effettivamente trovata dal popolo che decide di erigere la cappella: durante la posa della prima pietra, come tramandato dalla tradizione, la Madonna appare nuovamente. In due anni la costruzione è terminata, affiancata da un convento per i Servi di Maria che si occupano del culto. Numerosi ex voto restano a testimoniare le ulteriori grazie divine concesse agli abitanti di Godego, così che il Santuario di Santa Maria della Crocetta viene chiamato anche Santa Maria dei Miracoli e Santa Maria delle Grazie.

## Descrizione
Costruito a partire dal XVII secolo al posto della chiesetta originale legata all'apparizione, il santuario ha un'unica navata, con quattro altari laterali e un altare maggiore.